# Капральба
Капральба (итал. Capralba) — коммуна в Италии, располагается в регионе Ломбардия, подчиняется административному центру Кремона.
Население составляет 2078 человек, плотность населения составляет 160 чел./км². Занимает площадь 13 км². Почтовый индекс — 26010. Телефонный код — 0373.
Покровителем коммуны почитается святой апостол Андрей, празднование 30 ноября.